# Megido
Megido (en hebreo: מגידו‎), Mageddo o Meguiddó; (en árabe: مجیدو‎) Tell el-Mutesellim, lit. “Montículo del gobernador”; en griego: Μεγιδδώ, romanizado: Megiddo), es un tell (montículo) de Israel, situado cerca del  kibutz de Meguido a 80 km al norte de Jerusalén y 31 km al sudeste de la ciudad de Haifa en el extremo occidental del valle de Jezreel. Se conoce también como en hebreo: הר מגידו‎, romanizado: Har Megiddó. En 2005, las ruinas de Megido fueron consideradas Patrimonio de la Humanidad por la Unesco como parte del sitio «Tells bíblicos - Megido, Jasor, Tell Be'er Sheva».
En sus inmediaciones se entablaron tres célebres batallas, una durante el siglo XV a. C., de las más antiguas documentada, y otras dos, en los años 609 a. C. y 1918.
Las excavaciones han desenterrado 20 estratos de ruinas desde la fase neolítica, lo que indica un largo periodo de asentamientos. En la actualidad, el yacimiento está protegido como Parque Nacional de Megido y es Patrimonio de la Humanidad.

## Etimología
Megido era conocida en acadio como Magiddu o Magaddu; en egipcio como Maketi, Makitu y Makedo; en el acadio de influencia cananea utilizado en las tablillas de Amarna, como Magidda y Makida. En griego es: Μαγεδών/Μαγεδδώ, Magedón/Mageddó en la Septuaginta y en latín  Magedo en la  Vulgata. El Apocalipsis describe una batalla apocalíptica en Armagedón (Apocalipsis 16), en griego antiguo: Ἁρμαγεδών, romanizado: Harmagedōn. A partir de esta aparición, el término Armagedón ha pasado a significar cualquier catástrofe final del mundo.

## Ubicación

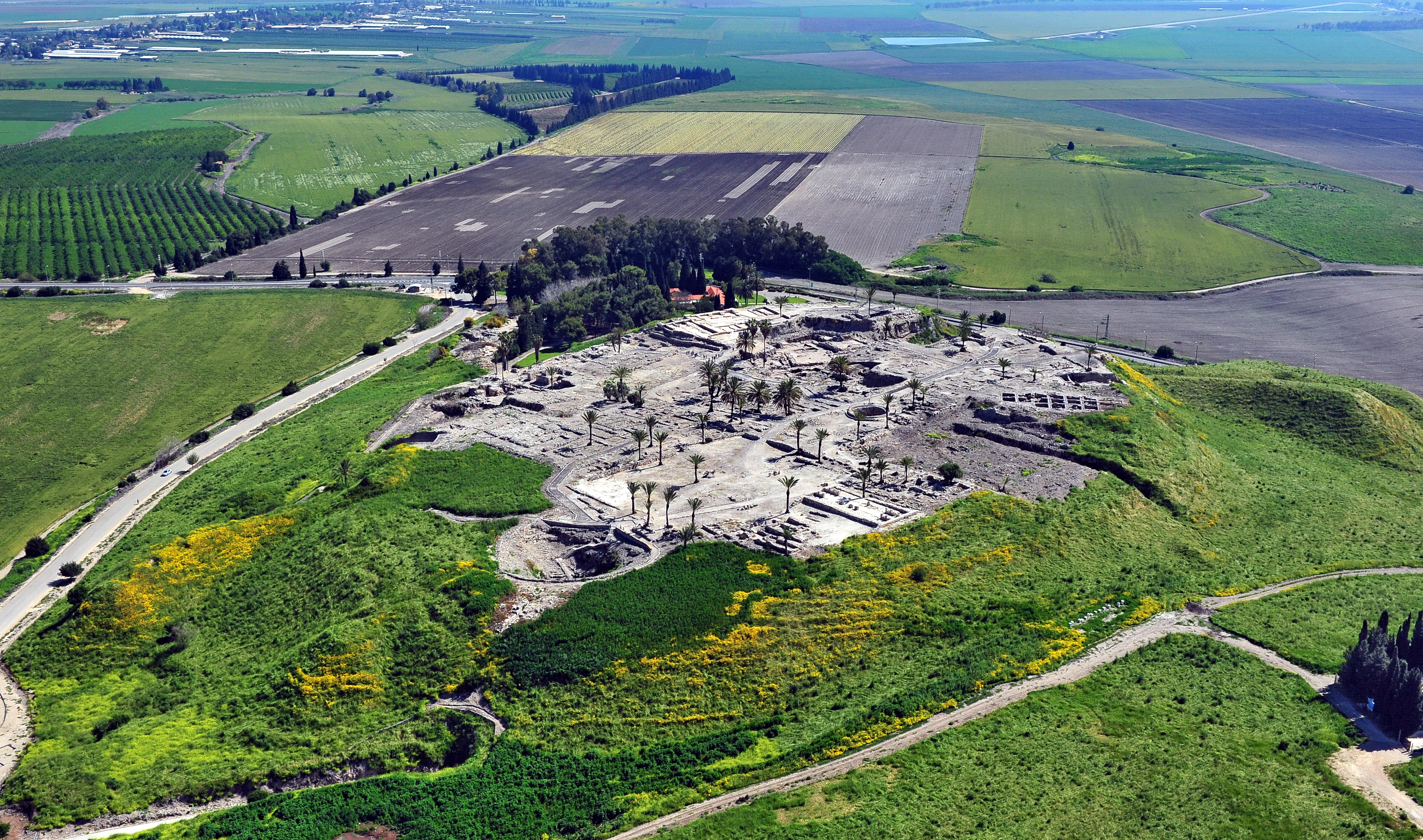
Vista aérea.

En la Antigüedad, Megido fue una ciudad importante, apareciendo su nombre en jeroglíficos egipcios y en escritura cuneiforme: en las cartas de Amarna; gozaba de una importante situación estratégica, pues dominaba una vía de comunicación primordial en el valle de Jezreel (en hebreo: עמק יזרעאל‎, romanizado: Emek Yizre'el), a la salida de los desfiladeros del Carmelo, al noroccidente de Tanak y en el camino de esta ciudad al Tabor. Era una de las estaciones principales en el camino que seguían los ejércitos en dirección de Egipto a Siria. Durante la Edad del Bronce fue una destacada ciudad estado cananea y durante la Edad del Hierro un ciudad real del reino de Israel.  Megido es conocida por su importancia histórica, geográfica y teológica, especialmente bajo su nombre griego Armagedón. Tras la ocupación por los hebreos, fue situada en el territorio de Isacar, pero atribuida a la tribu de Manasés.
Gran parte de la importancia de Megido se debe a su ubicación estratégica en el extremo norte del desfiladero de Wadi Ara, que sirve de paso a través de la cordillera del Carmelo, y a su posición con vistas al rico valle de Jezreel desde el oeste.
Sobre su situación, Jakut, geógrafo árabe del siglo XII, dice que «Ledjun es la antigua ciudad de Mageddo que recibió, bajo la dominación romana, el nombre de Legio».

## Historia
Megido fue importante en el mundo antiguo. Vigilaba el ramal occidental de un estrecho paso de la ruta comercial más importante del antiguo Creciente Fértil, que unía Egipto con Mesopotamia y [Asia Menor (Anatolia) y que hoy se conoce como Via Maris. Debido a su situación estratégica, Meguido fue escenario de varias batallas. Estuvo habitada aproximadamente entre los años 5000 y 350 a. C., o incluso, como sugieren los arqueólogos de la Expedición Megiddo, desde alrededor del 7000 a. C.

### Neolítico y Calcolítico
El estrato arqueológico XX de Tel Megiddo se inició hacia el 5000 a. C. y pertenece al Neolítico.
Las excavaciones han desenterrado 20 estratos de ruinas desde la fase neolítica, lo que indica un largo periodo de asentamientos. Los primeros restos de la yamuquiense se encontraron en este nivel en las excavaciones de la década de 1930, pero entonces no se reconocieron como tales. Estos restos, hallados en el área BB, eran cerámicas, una figurilla y objetos de sílex. El período Calcolítico fue el siguiente, con un contenido significativo en torno a 4500-3500 a. C., como parte de la cultura de Wadi Rabah, en el siguiente nivel de base de Tell Megiddo, que, como otros grandes tells de la región, estaba situado cerca de un manantial.

### Edad del Bronce Antigua
La Edad del Bronce Antigua I (3500-2950 a. C.) de Megido fue trabajada originalmente en 1933-1938 por el Instituto Oriental de Chicago. Décadas más tarde, se encontró un templo del final de este periodo que fue datado en la Edad del Bronce Antigua IB (ca. 3000 a. C.) y descrito por sus excavadores, Adams, Finkelstein y Ussishkin, como «el edificio individual más monumental descubierto hasta ahora» en el Levante mediterráneo de principios de la Edad del Bronce y entre las mayores estructuras de su época en el Próximo Oriente Antiguo. Las muestras, obtenidas por la Expedición Megiddo de Israel Finkelstein, en la sala del templo en el año 2000, proporcionaron fechas calibradas de los siglos XXXI y XXX a. C., el templo es la estructura más monumental de principios del Bronce I conocida en el Levante, si no en todo el Próximo Oriente Antiguo. En opinión de los arqueólogos, «teniendo en cuenta la mano de obra y el trabajo administrativo necesarios para su construcción, constituye la mejor manifestación de la primera oleada de vida urbana y, probablemente, de formación de ciudades-estado en el Levante». Al sur de este templo hay un conjunto monumental sin parangón que fue excavado por la Expedición de Megido en 1996 y 1998, y pertenece a la fase posterior del Bronce Antiguo IB, ca. 3090-2950 a. C. Consta de varios muros de piedra largos y paralelos, cada uno de 4 metros de ancho. Entre los muros había estrechos pasillos llenos hasta la cadera de restos de sacrificios de animales. Estos muros se encuentran inmediatamente debajo de los enormes templos megaron del Bronce III (2700-2300 a. C.). Los templos megaron permanecieron en uso hasta el Bronce Medio.
Las investigaciones magnetométricas realizadas antes de las excavaciones de 2006 habían revelado que todo el asentamiento de Tell Megiddo ocupaba una superficie de unas 50 hectáreas, siendo el mayor yacimiento de la Edad del Bronce I Antiguo conocido en Levante mediterráneo. Sin embargo, Pierre de Miroschedji, en 2014, afirmó que tenía unas 25 hectáreas en los periodos del Bronce Antiguo IA y IB, cuando la mayoría de los asentamientos de la región solo cubrían una superficie máxima de 5 hectáreas, pero que las excavaciones sugieren que los grandes yacimientos como Tell Megiddo estaban «escasamente construidos, con viviendas distribuidas desordenadamente y separadas por espacios abiertos».
Seguía figurando entre los grandes emplazamientos fortificados, de entre 5 y 12 hectáreas, durante el periodo del Bronce Antiguo II-III, cuando su palacio atestigua que era una verdadera ciudad-estado «caracterizada por una fuerte jerarquía social, un poder hereditario centralizado y el funcionamiento de una economía palaciega».
La ciudad decayó en el periodo de la Edad del Bronce Antiguo IV (2300-2000 a. C.) a medida que los sistemas políticos de la Edad del Bronce Antiguo se derrumbaban en el último cuarto del tercer milenio a. C.

### Edad del Bronce Medio
A principios del segundo milenio a. C., a comienzos de la Edad del Bronce Medio (hacia 1950 a. C.), el urbanismo volvió a imponerse en todo el Levante meridional y los grandes centros urbanos sirvieron de poder político en las ciudades-estado. A finales de la Edad del Bronce Medio, los valles del interior estaban dominados por centros regionales como Megido, que alcanzó un tamaño de más de 20 hectáreas (incluyendo las ciudades superior e inferior). En Tell Megido se encontró un enterramiento real que data de la última fase de la Edad del Bronce Medio, en torno a 1700-1600 a. C., cuando el poder de la Megido cananea estaba en su apogeo y antes de que la dinastía gobernante se derrumbara bajo el poderío del ejército de Tutmosis I.
En contextos mortuorios, en un cálculo dental del individuo MGD018 (c. 1630-1550 a. C.), en Tell Megiddo, se encontraron proteínas de cúrcuma y soja, que son productos del sur de Asia, lo que sugiere que pudo ser un mercader o comerciante que «consumía alimentos condimentados con cúrcuma o preparados con aceite de soja en el Levante, en el sur de Asia o en otros lugares», lo que indica la posible existencia de un comercio indo-mediterráneo. La proteína de sésamo, otro producto del sur de Asia, se encontró en el individuo MGD011 (c. 1688-1535 a. C.).

### Edad del Bronce Final

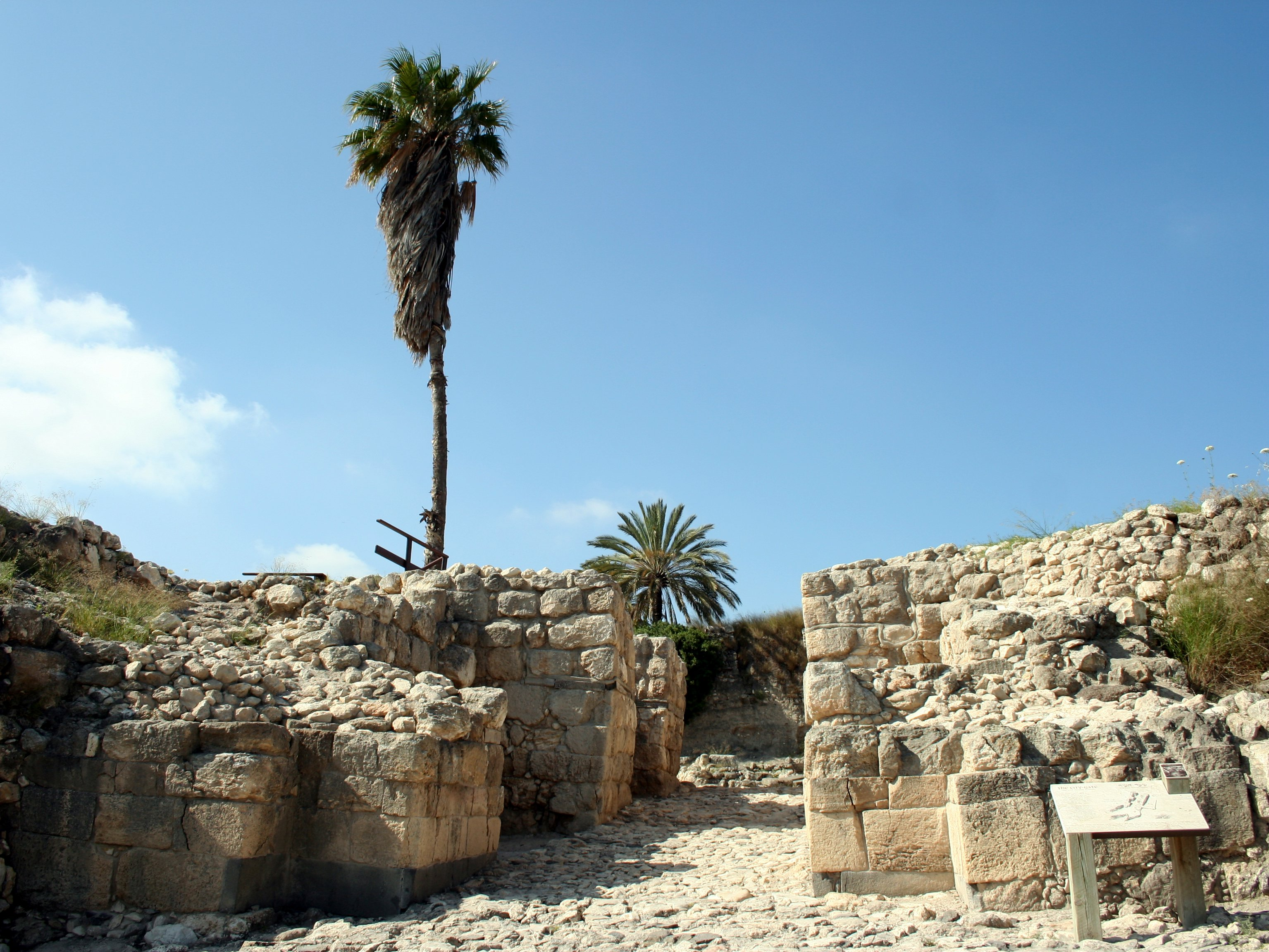
Puerta de la ciudad de la Edad de Bronce Final.

En la Batalla de Megido, la ciudad fue subyugada por Tutmosis III (r. 1479-1425 a. C.) y pasó a formar parte del Antiguo Egipto. Sin embargo, la ciudad siguió prosperando, y en la Edad de Bronce Final se construyó un enorme y elaborado palacio gubernamental.
En el periodo amarniense (c. 1353-1336 a. C.), Megido era vasallo del Imperio egipcio. La Carta de Amarna EA 245 menciona al gobernante local Biridiya, al que se conoce correspondencia enviada entre los vasallos cananeos y la corte egipcia durante los reinados de Amenofis III y Akenatón a mediados del siglo XIV a. C.Otros gobernantes contemporáneos mencionados fueron Labaya de Siquem y Surata de Akka, ciudades cercanas. Este gobernante también se menciona en el corpus de la ciudad de Kumidu, actual Kamid el-Loz. Esto indica que había relaciones entre Meguido y Kumidu.
El estrato VIIB de Megido duró hasta poco antes o en el reinado de Ramsés III (c. 1184-1153 a. C.).

### Edad del Hierro

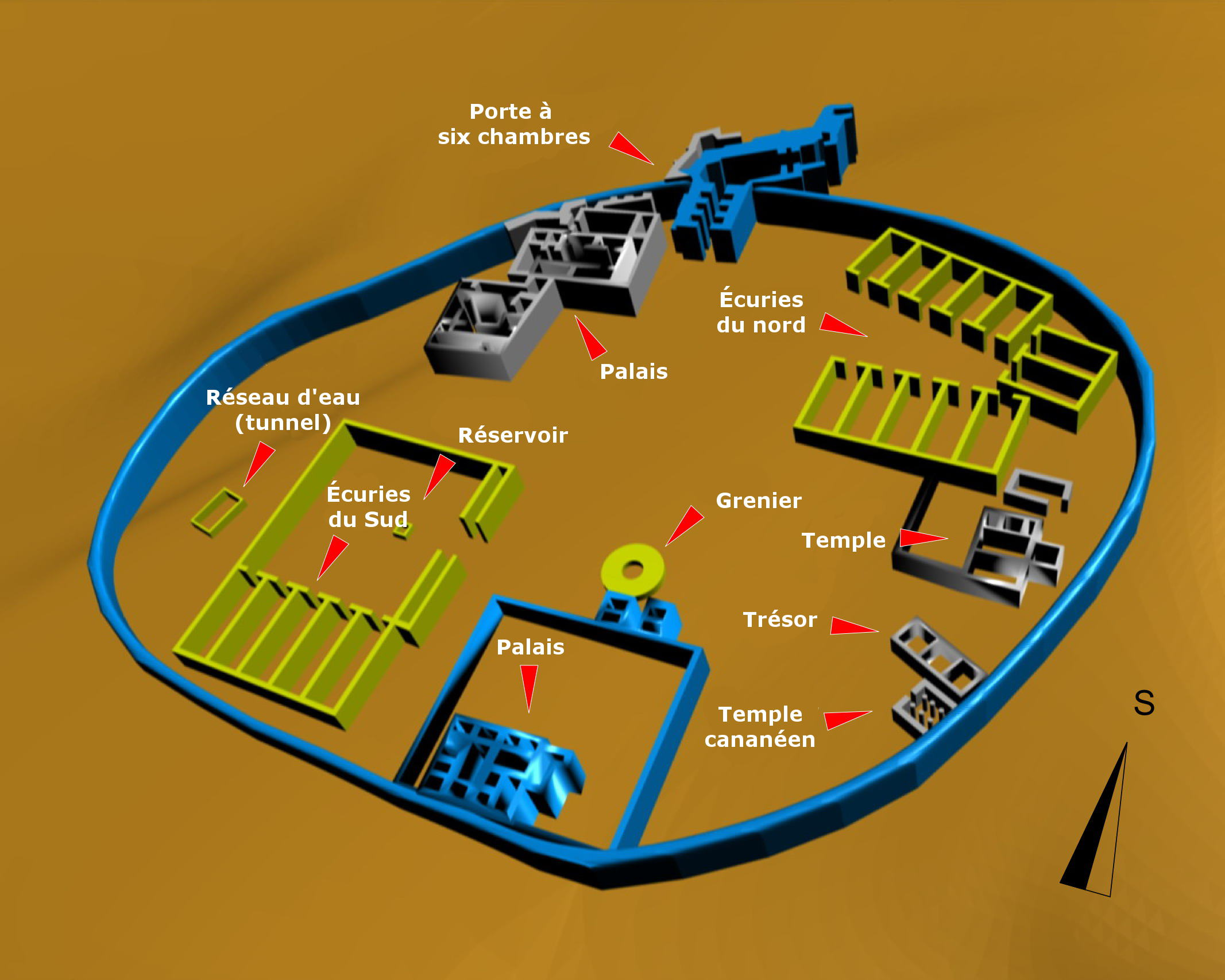
Maqueta de Megido, en azul en el, y en amarillo en el

La Edad del Hierro comenzó en Tell Megido alrededor del año 1150 a. C., y el control de Egipto sobre esta región cananea finalizó hacia 1130 a. C., ya que el estrato VIIA fue destruido alrededor de esta fecha o poco después, atestiguado en el palacio y en el edificio adyacente del nivel H-11, pero una dinastía cananea siguió controlando la ciudad después de que los egipcios abandonaran la región. El inicio de la cerámica bicroma filistea en Megido se sitúa después de 1124 a. C., o en el periodo (c. 1128-1079 a. C.), según las dataciones por radiocarbono, con una fiabilidad del 95,4%. La ciudad de Megido del estrato VI fue devastada, una vez más, hacia 1073 a. C. o un poco más tarde, marcando el final del Hierro I en el valle de Jezreel y de la cultura cananea allí. Esta última destrucción fue «causada por el creciente poder protoisraelita en la región montañosa central, de la que [surgió] el reino de Israel »,  [que] debe datarse en la primera mitad del siglo X a. C. relacionada con «la narración bíblica de la guerra protagonizada por Débora y Barac en Jueces 4-5».
La ciudad representada por el Estrato VI es considerada completamente cananea por Israel Finkelstein, pero los arqueólogos Yigael Yadin y Amihai Mazar creen que tiene un carácter mixto israelita y filisteo. Fue víctima de un incendio, cuando la primera puerta fragmentaria 3165 del estrato VIA de la Edad del Hierro Final I, alrededor de 1050-950 a. C., fue destruida junto con toda la ciudad. El equipo de Finkelstein propone en un artículo de 2023, basado en recientes dataciones por radiocarbono, que el Estrato VIA terminó a principios del siglo X a. C.. (antes de 985 a. C.), no debido a la conquista de Sheshonq I sino por «la expansión de los montañeses hacia el valle, un desarrollo que pronto provocó la aparición del Reino del Norte israelita».
Ha habido una serie de propuestas contradictorias sobre la historia política de las capas de excavación de la Primera Edad del Hierro. La destrucción del estrato V fue atribuida, por Yadin y Mazar, al faraón egipcio Sheshonq I, primer gobernante de la dinastía XXII de Egipto, que habría tomado Megido en algún momento alrededor del año 926 a. C., que está atestiguado en un cartucho de un fragmento de estela, hallado en un montón de escombros de la excavación de Shumacher por el equipo del Instituto Oriental, y en una lista parcial y dañada de topónimos del Templo de Karnak. Sin embargo, la recalibración de las dataciones por radiocarbono, utilizando la curva de calibración (IntCal20), apoya la opinión de Finkelstein de que la destrucción del estrato V se debió a la campaña de Hazael, hacia 835 a. C. (siglo IX a. C.).

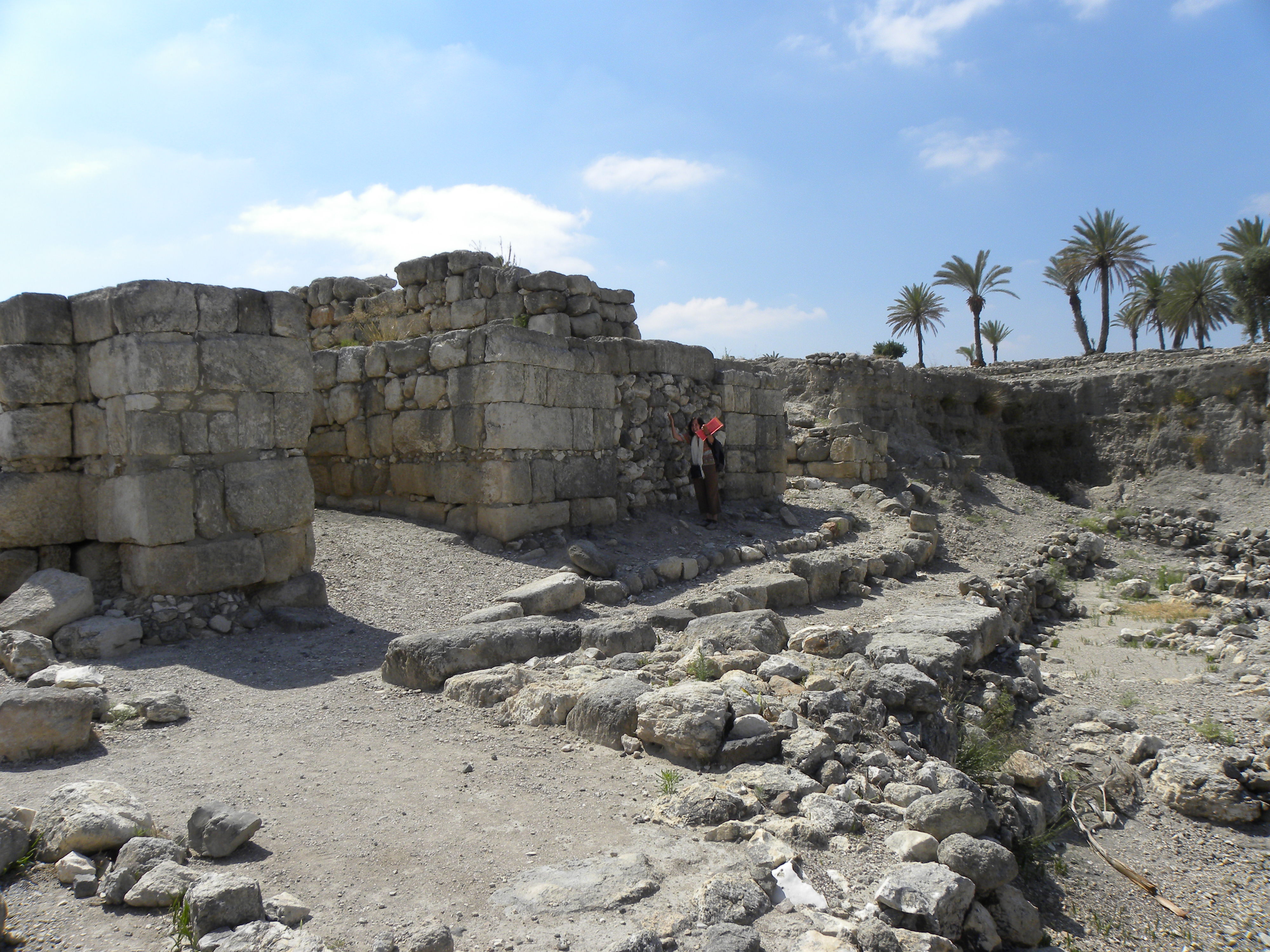
Puerta 2156, Edad del Hierro Final IIA, construida por Salomón o durante la dinastía Omri, (Edad del Hierro Final IIA, c. 900-780 a. C.).

Los gobernantes del Reino de Israel  mejoraron la fortaleza entre 900 y 750 a. C. aproximadamente, ya que los palacios, los sistemas de abastecimiento de agua y las fortificaciones del lugar en este periodo se encontraban entre las construcciones más elaboradas de la Edad del Hierro halladas en Levante. También hay una supuesta «puerta salomónica» (puerta 2156), que pertenece al estrato VA-IVB, datada por las recientes excavaciones y los nuevos análisis de radiocarbono de la Expedición Megiddo, dirigida por Israel Finkelstein, durante la época de la dinastía Omri, (c. 886-835 a. C.), en la Edad de Hierro Final IIA (alrededor de 900-780 a. C.). Sin embargo, Hendrik J. Bruins recalibró las muestras de radiocarbono disponibles de Israel Finkelstein, utilizando la última curva de calibración de 2020 (IntCal20), y concluyó que el establecimiento inicial del estrato VB pertenece al siglo X a. C., durante la época de la posible Monarquía Unida, basándose en dos muestras de radiocarbono.Estas dos muestras son RTT-5498 y RTK-6755, datadas en 961 a. C. (calibración mediana) y 928 a. C. (calibración mediana). Otras cuatro muestras del estrato VA-IVB, que son RTK-6408, 6760, 6429 y RTT-3948, pertenecen al periodo de la dinastía Omri, datadas en 865, 858 y 857 a. C. (calibración mediana).

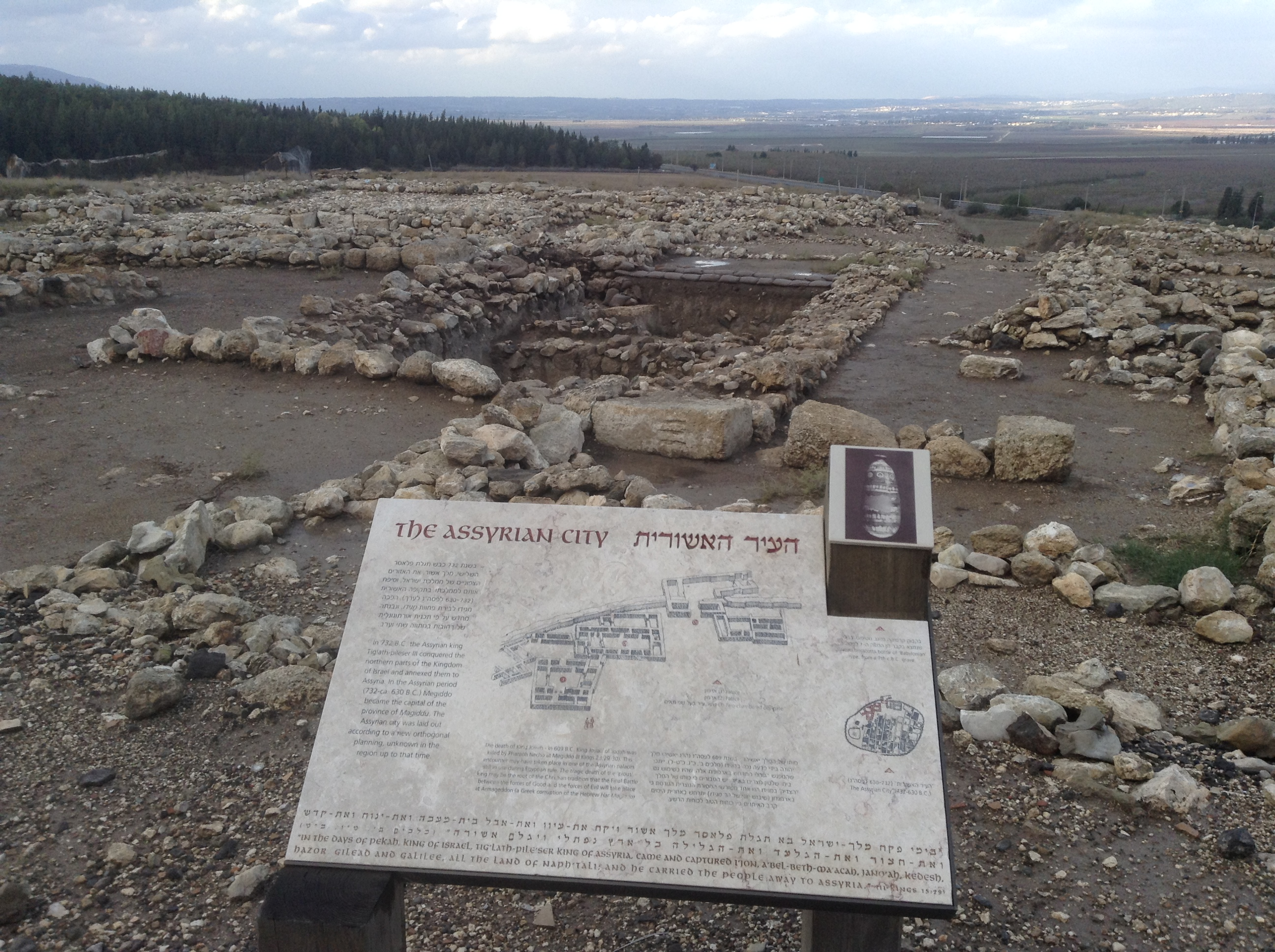
En la fase del Imperio neoasirio, el lugar pasó a llamarse Magiddu, c. 732-609 a. C., plano y ruinas.

Tel Megido se convirtió en una ciudad importante, antes de ser destruida, posiblemente por arameos. La ocupación aramea se remonta a los años 845-815 a. C. Jeroboam II (c. 789-748 a. C.) reinó también sobre Megido, así como Oseas (c. 732-721 a. C.), último rey de la Monarquía Unida de Israel, reino vasallo de Tiglatpileser III de Asiria. El lugar fue reconstruido como centro administrativo para la ocupación de Samaria por Tiglatpileser III. El rey asirio había conquistado Meguido en 732 a. C., convirtiéndola en la capital de la provincia de Magiddu del Imperio neoasirio.
En el año 609 a. C.,fue conquistada por los egipcios bajo el mando de Necao II durante la Batalla de Megido. Su importancia disminuyó pronto y se cree que fue abandonada definitivamente en torno al año 586 a. C. Desde entonces habría permanecido deshabitada, conservando ruinas anteriores al 586 a. C. sin que los asentamientos las perturbaran jamás. Pero el arqueólogo Eric H. Cline considera que Tell Megido llegó a su fin más tarde, hacia el 350 a. C., durante la época aqueménida. Posteriormente, la ciudad de al-Lajjun (que no debe confundirse con el yacimiento arqueológico de al-Lajjun, en Jordania) se construyó cerca del yacimiento, pero sin habitarlo ni alterar sus restos.

### Israel moderno

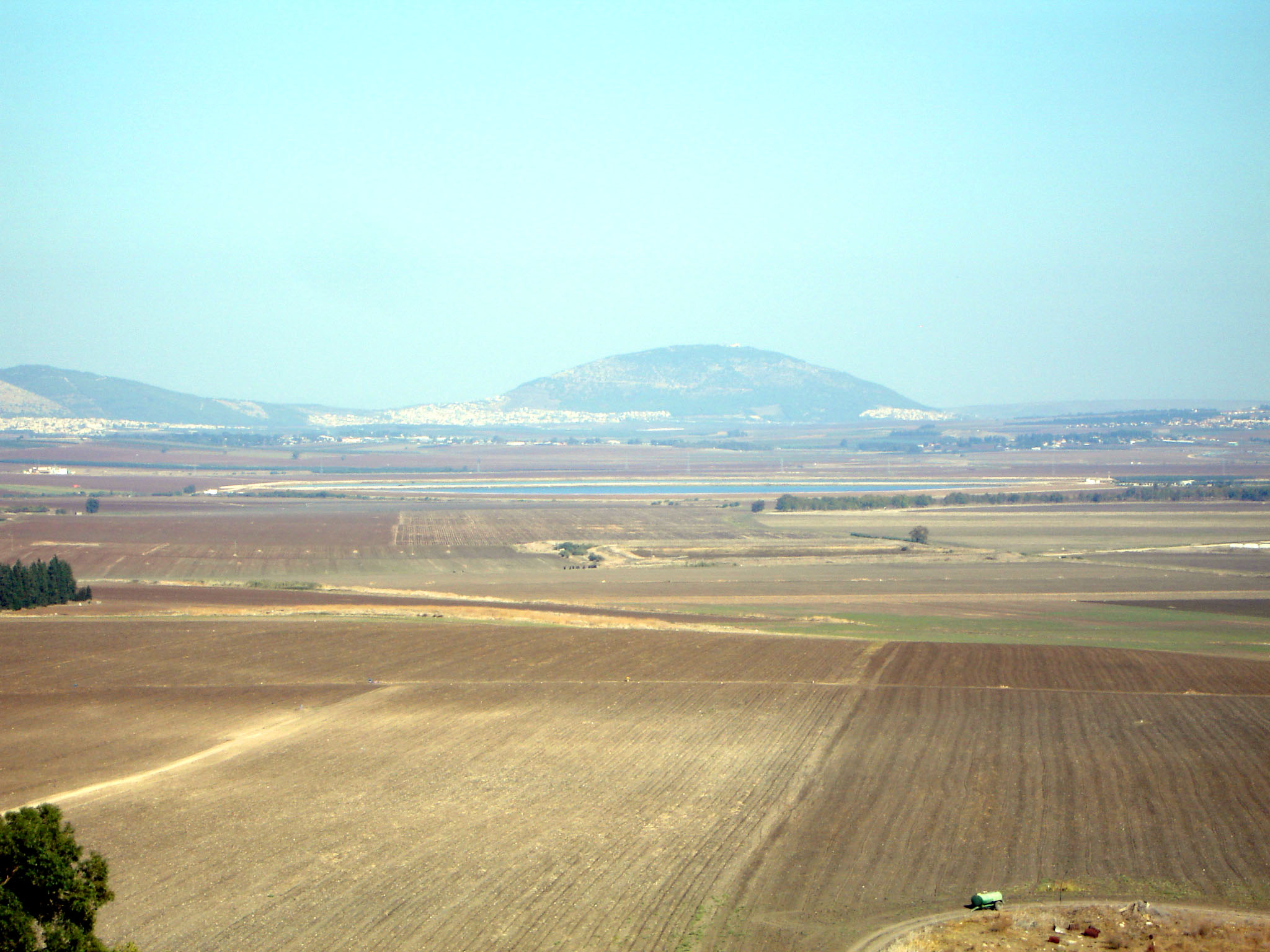
Vista del valle de Jezreel y del monte Tabor desde Megido.

Megido está a 1 km al sur de kibutz Meguido. En la actualidad, Megiddo Junction se encuentra en la carretera principal que conecta el centro de Israel con la baja Galilea y el norte. Se encuentra en la entrada norte de Uadi Ara, un importante paso de montaña que conecta el valle de Jezreel con la llanura costera de Israel.
En 1964, durante la visita del Papa Pablo VI a Tierra Santa, Megido fue el lugar donde se reunió con dignatarios israelíes, entre ellos el presidente Zalman Shazar y el primer ministro Levi Eshkol.

## Batallas
Entre las batallas más famosas se incluyen:
- Batalla de Meguido (siglo XV a. C.): librada entre los ejércitos del faraón egipcio Tutmosis III  y una gran coalición cananea liderada por los gobernantes de Megido y Qadesh.
- Batalla de Megido (609 a. C.): librada entre el  faraón Necao II y el Reino de Judá, en la que cayó el rey Josías de Judá.
- Batalla de Megido (1918): librada durante la Primera Guerra Mundial entre las tropas aliadas, dirigidas por el general Edmund Allenby, y el ejército defensor del Imperio otomano.

## Historia de las excavaciones arqueológicas
Megido ha sido excavada tres veces . Las primeras excavaciones fueron llevadas a cabo entre 1903 y 1905 por Gottlieb Schumacher para la Sociedad Alemana para el Estudio de Palestina, excavando una zanja principal norte-sur y algunas zanjas y sondeos subsidiarios. Las técnicas utilizadas eran rudimentarias para los estándares posteriores y las notas de campo y registros de Schumacher fueron destruidos en la Primera Guerra Mundial antes de ser publicados. Después de la guerra, Carl Watzinger publicó los datos que quedaban de la excavación.
En 1925, el Instituto Oriental de la Universidad de Chicago, financiado por John D. Rockefeller Jr., reanudó las excavaciones, que continuaron hasta el estallido de la Segunda Guerra Mundial. Los trabajos fueron dirigidos inicialmente por Clarence Stanley Fisher, y posteriormente por P. L. O. Guy, Robert Lamon y Gordon Loud. El Instituto Oriental pretendía excavar todo el tell, capa por capa, pero el dinero se acabó antes de poder hacerlo. Hoy en día, los excavadores se limitan a un cuadrado o una zanja con la idea de que deben dejar algo para futuros arqueólogos con mejores técnicas y métodos. Durante estas excavaciones se descubrió que había unos 8 niveles de habitación, y muchos de los restos descubiertos se conservan en el Museo Rockefeller de Jerusalén y en el Instituto para el Estudio de las Culturas Antiguas. La zona de la ladera este de Megido fue excavada hasta el lecho rocoso para servir como zona de escombros. Los resultados completos de esa excavación no se publicaron hasta décadas después.
Yigael Yadin realizó excavaciones en 1960, 1966, 1967 y 1971 para la Universidad Hebrea de Jerusalén. Los resultados formales de esas excavaciones fueron publicados por Anabel Zarzecki-Peleg.
Más recientemente (desde 1994),  ha sido objeto de campañas de excavación bianuales llevadas a cabo por la Expedición Megido de la Universidad de Tel Aviv, actualmente codirigida por Israel Finkelstein, David Ussishkin y Baruch Halpern, con Eric H. Cline de la Universidad George Washington como director asociado (Estados Unidos), junto con un consorcio de universidades internacionales. Una característica notable de la excavación es la estrecha cooperación in situ entre arqueólogos y científicos especializados, con análisis químicos detallados que se realizan en la propia excavación utilizando espectroscopía infrarroja de campo.
En 2010, el Proyecto regional del valle de Jezreel, dirigido por Matthew J. Adams de la Universidad Bucknell en cooperación con la Expedición Megiddo, emprendió excavaciones en la extensión oriental de la ciudad de Megido de la Edad de Bronce Antiguo, en el yacimiento conocido como Tel Megiddo (Este).

## Características arqueológicas
Un camino asciende a través de una puerta de seis cámaras, que convencionalmente se considera construida por Salomón, pero que Israel Finkelstein fecha hacia los días de la dinastía Omri, hallada en el estrato VA-IVB, período Hierro IIA final, con vistas a las excavaciones del Instituto para el Estudio de las Culturas Antiguas. Una sólida estructura circular de piedra se ha interpretado como un altar o un lugar elevado del periodo cananeo. Más adelante hay un pozo de grano del período israelita para almacenar provisiones en caso de asedio; los establos, que originalmente se pensó que databan de la época de Salomón, pero que ahora se han datado un siglo y medio más tarde, en la época de Ajab; y un sistema de agua consistente en un pozo cuadrado de 35 m profundidad, cuyo fondo se abre en un túnel horadado a través de la roca para llegar a un estanque de agua de 100 m.

### El Gran Templo

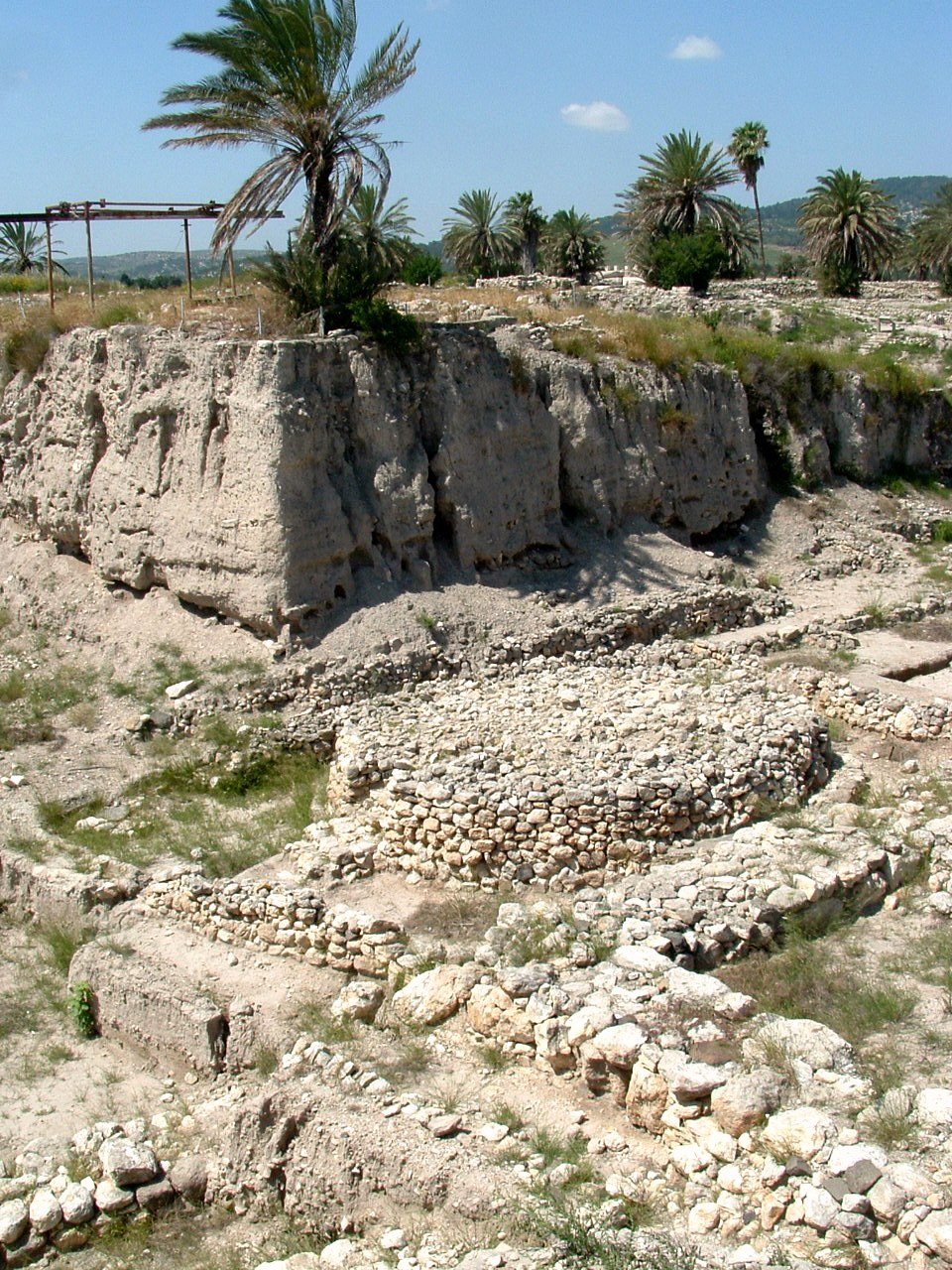
Santuario circular con forma de altar de la Edad del Bronce Antiguo.

El Gran Templo de Megido, de 5000 años de Antigüedad y datado en la Primera Edad del Bronce IB (hacia el 3000 a. C.), ha sido descrito por sus excavadores como «el edificio individual más monumental descubierto hasta ahora en el Levante EB I y figura entre las mayores estructuras de su época en Oriente Próximo». La estructura incluye un inmenso santuario de 47,5 por 22 metros. El templo era más de diez veces mayor que el templo típico de la época y se determinó que era el lugar del sacrificio ritual de animales. Los pasillos se utilizaban como favissae (depósitos de objetos de culto) para almacenar los huesos tras el sacrificio ritual. Más del 80% de los restos de animales eran de ovejas y cabras jóvenes; el resto era ganado vacuno.

### Joyería
En 2010, se encontró una colección de piezas de joyería en una jarra de cerámica. Las joyas datan de alrededor del año 1100 a. C. La colección incluye cuentas de piedra cornalina, un anillo y pendientes. La jarra fue sometida a un análisis molecular para determinar su contenido. La colección perteneció probablemente a una acaudalada familia cananea, probablemente perteneciente a la élite gobernante.

### Marfiles

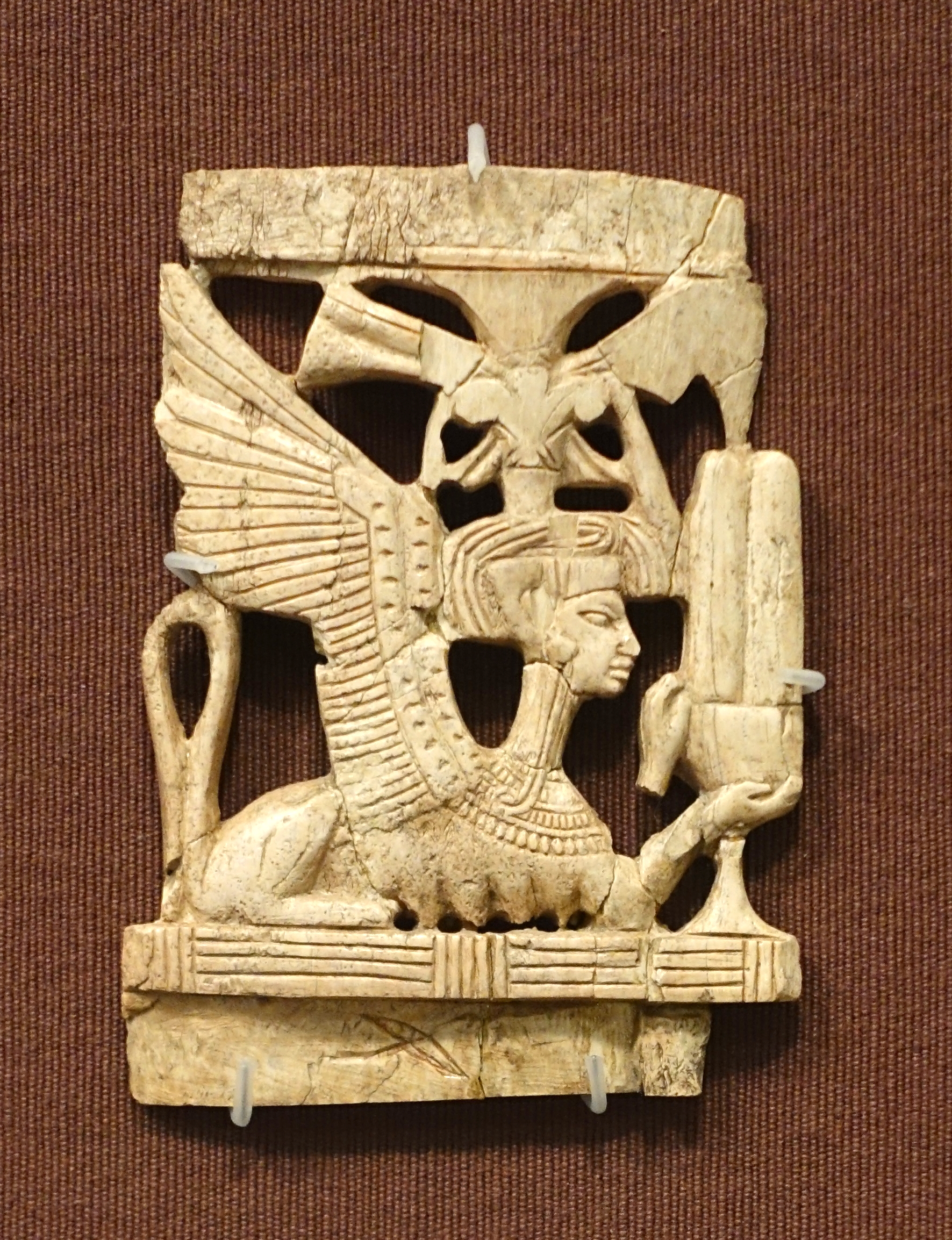
Placa de marfil esfinge femenina, Megido 1300-1200 a. C.

Los marfiles de Megido son finas tallas en encontradas en Tell Megido, la mayoría excavadas por Gordon Loud. Los marfiles están expuestos en el Instituto para el Estudio de las Culturas Antiguas de Chicago y en el Museo Rockefeller de Jerusalén. Se encontraron en el estrato VIIA, o capa de la Edad del Bronce Final del yacimiento. Tallados como hipopótamos del Nilo, dromedarios, muestran influencia estilística egipcia. Se encontró un estuche de marfil con la inscripción del cartucho de Ramsés III (1156-1149 a. C.), gracias al cual se he podido datar la destrucción del estrato VIIA en la segunda mitad del siglo XII a. C.  También se descubrieron cuentas, colgantes y amuletos de oro, loza, vidrio, cornalina y amatista. Con el vecino reino de Ascalón está relacionado un fragmento de marfil que nombra  a un tal Kerker.

### Establos

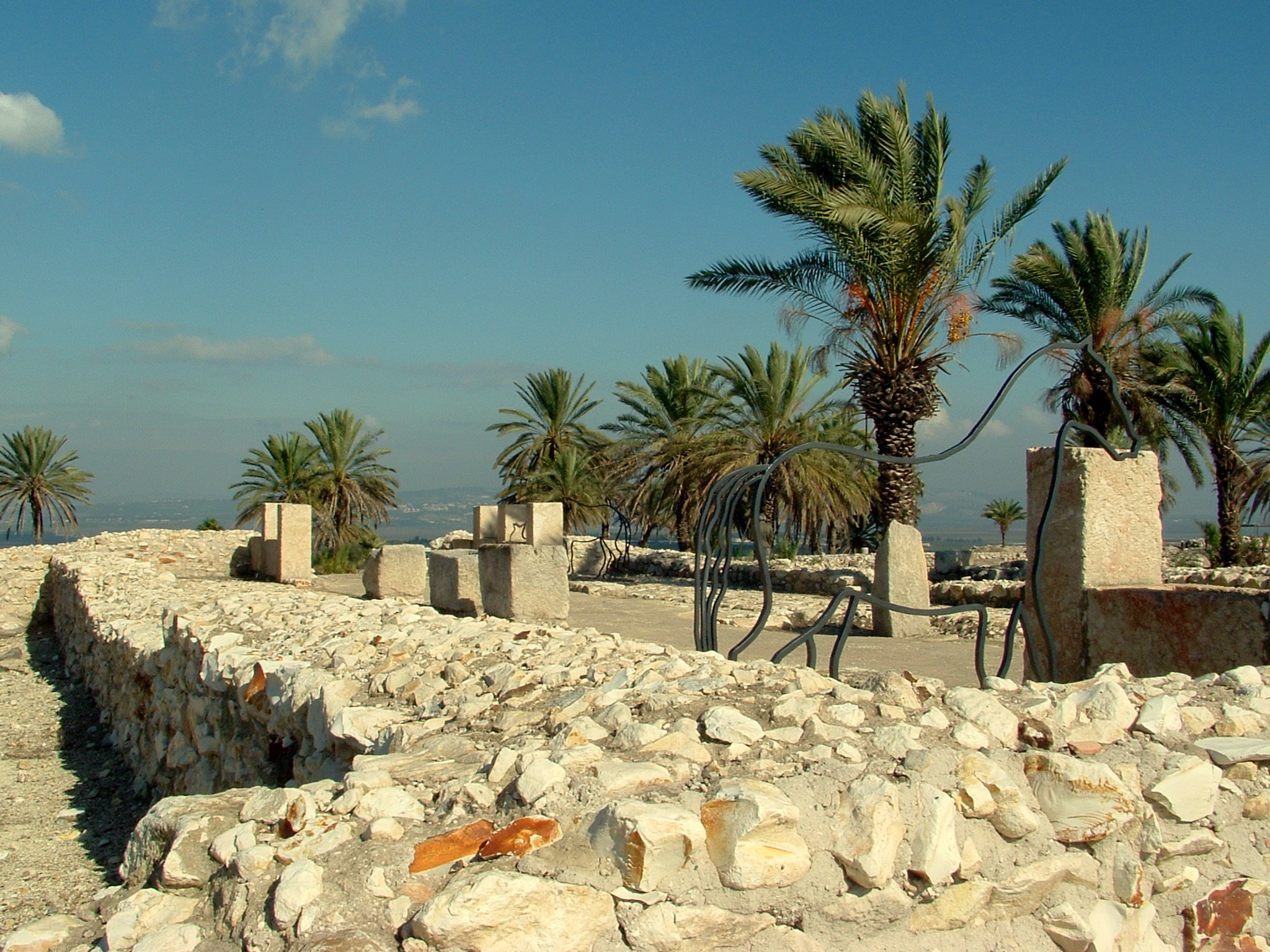
Establos del sur

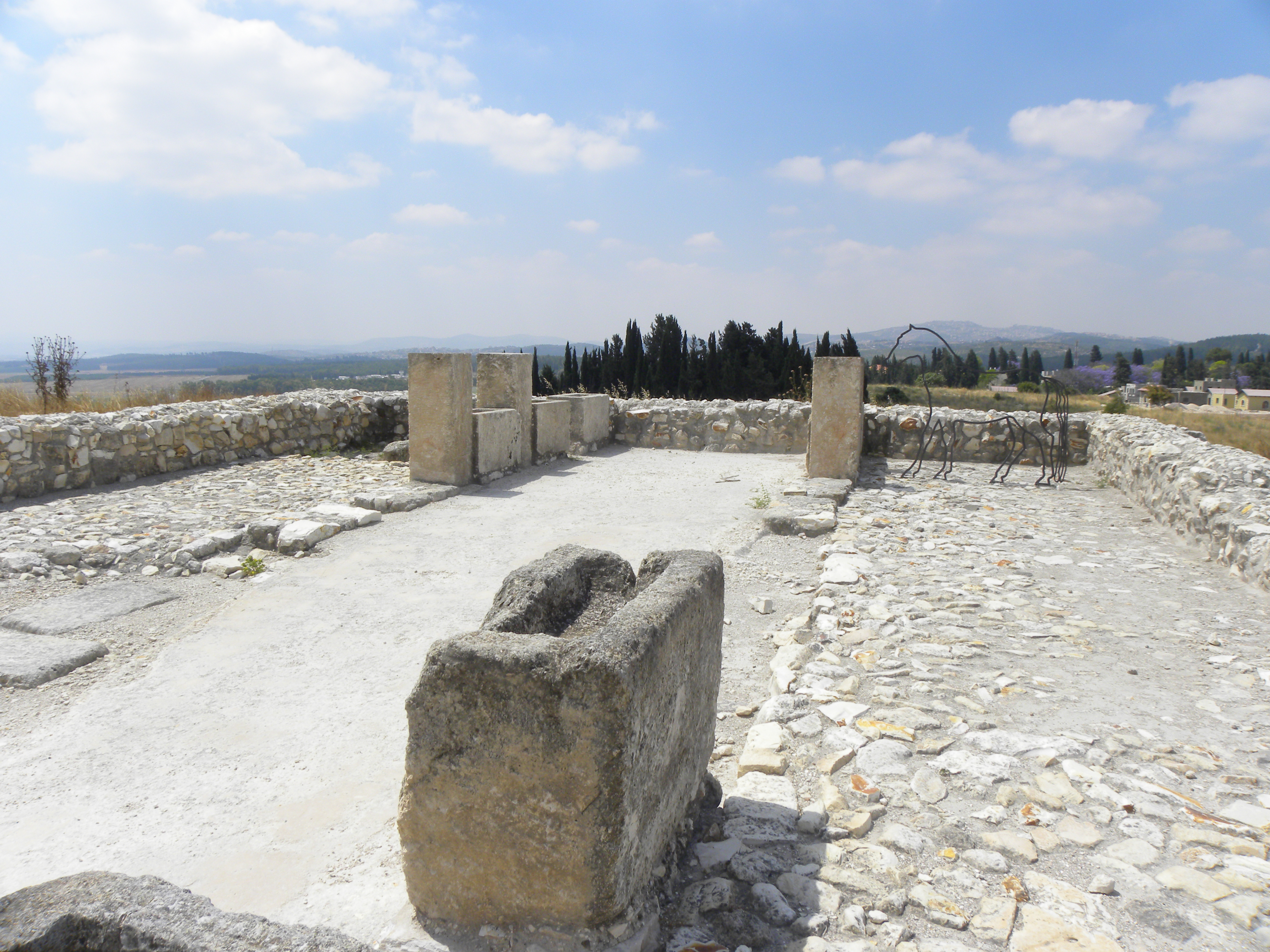
Abrevaderos entre la nave y las alas que los primeros excavadores declararon estos edificios establos. Sin embargo, se trataría más bien de almacenes y datarían de la época de Omrí y Ajab.

En Megido se excavaron dos complejos de establos del estrato IVA, uno en el norte y otro en el sur. También se ha propuesto el estrato VA-IVB para esta zona.
 El complejo meridional contenía cinco estructuras construidas alrededor de un patio pavimentado con cal. Los edificios estaban divididos en tres secciones. Se construyeron dos largos pasillos pavimentados con piedra junto a un corredor principal pavimentado con cal. Los edificios medían unos veintiún metros de largo por once de ancho. El pasillo principal estaba separado de los pasillos exteriores por una serie de pilares de piedra. En muchos de estos pilares se practicaron agujeros para poder atar a los caballos. También se encontraron restos de pesebres de piedra en los edificios. Estos pesebres se colocaban entre los pilares para alimentar a los caballos. Se sugiere que cada lado podía albergar quince caballos, lo que da a cada edificio una capacidad total de treinta caballos. Los edificios de la parte norte de la ciudad tenían una construcción similar. Sin embargo, no tenían patio central. La capacidad total de los edificios del norte era de unos trescientos caballos. Ambos complejos podían albergar entre 450 y 480 caballos en total.

### Tumba de la Edad del Bronce
En febrero de 2023, se encontraron los restos de dos hermanos de la élite enterrados con cerámica chipriota, alimentos y otras posesiones valiosas en una tumba de la Edad del Bronce. Bioarqueólogos identificaron las primeras pruebas de una cráneo alo que se la había practicado  cirugía llamada trepanación en uno de los hermanos. El estudio publicado en PLOS ONE, informa de que el hermano menor murió en la adolescencia o a principios de los 20 años, muy probablemente de una enfermedad infecciosa como lepra o tuberculosis. El hermano mayor, que murió inmediatamente después de la intervención quirúrgica, presentaba una trepanación con muescas angulares y se cree que tenía entre 20 y 40 años. Se creó un orificio cuadrado de 30 milímetros en el hueso frontal del cráneo después de cortarle el cuero cabelludo con un instrumento afilado de borde biselado.

## Iglesia de Megido
La Iglesia de Megido no se encuentra en el tell de Megido, sino cerca, junto al cruce de Megido, dentro del recinto de la Cárcel de Megido. Se construyó dentro de la antigua ciudad de Legio y se cree que data del siglo III, lo que la convertiría en una de las iglesias más antiguas del mundo. Estaba situada a unos cientos de metros del campamento base de la Legio VI Ferrata y uno de los mosaicos que se encuentran en la iglesia fue donado por un centurión.

## Ciudades hermanadas
- Ixelles, Bruselas-Capital, Bélgica.